# Bayou

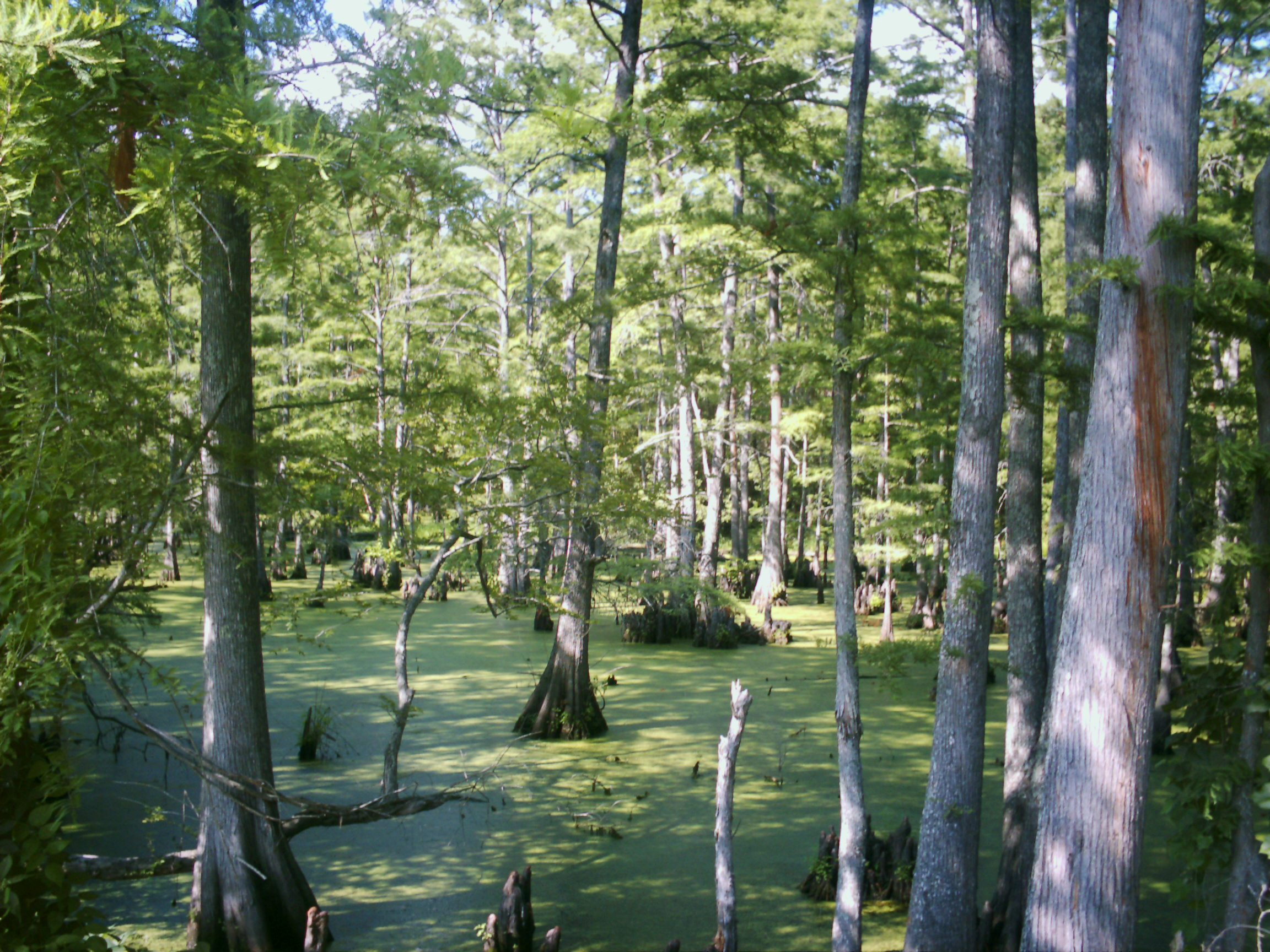
Bayou-ul Big Cypress din statul Texas

Bayou este o denumire dată unor porțiuni statice sau ușor mișcătoare ale apelor mlăștinoase. Se poate referi la un pârâu, canal, curs secundar de apă sau braț mort al unui râu. Se întâlnesc mai ales în delta fluviului Mississippi din statul american Louisiana.